# Tharcisse Tshibangu Tshishiku
Tharcisse Tshibangu Tshishiku (* 23. April 1933 in Kipushi; † 29. Dezember 2021 in Kinshasa) war ein kongolesischer Geistlicher, Theologe und römisch-katholischer Bischof von Mbujimayi.

## Leben

### Auf dem Weg zu einer afrikanischen Theologie
Tharcisse Tshibangu Tshishiku studierte Philosophie und Theologie an der Universität Lovanium in Léopoldville. Dort lehrte damals der belgische Theologe Alfred Vanneste (1922–2014) als Professor für Dogmatik und Dekan der theologischen Fakultät. Ende der 1950er Jahre kam es zu einer heftigen Kontroverse zwischen Tshibangu und Vanneste. Tshishiku verlangte, eine genuin afrikanische Theologie auszuarbeiten, der die Denkweise der Afrikaner zugrunde liegt. Vanneste war anderer Meinung als Tshibangu und argumentierte, dass eine separate afrikanische Theologie unnötig sei, insofern die Theologie in der Offenbarung Gottes gründe und ein universelles Anliegen darlege, das nicht an eine bestimmte Kultur gebunden sei. Die Kontroverse zwischen Tshibangu und Vanneste war „der Beginn einer systematischen Reflexion über das an sit und quid sit der afrikanischen Theologie“. Die Debatte der beiden gilt als Meilenstein in der Entwicklung der afrikanischen Theologie. Am 9. August 1959 empfing Tshibangu das Sakrament der Priesterweihe.

### Peritus, Professor und Rektor
Beim Zweiten Vatikanischen Konzils war Tshibangu der einzige afrikanische Peritus. So konnte er dazu beitragen, Anliegen der Kirche in Afrika in die Konzilsdebatten einzubringen. Von 1966 bis 1971 lehrte er als Fundamentaltheologe an der Universität Lovanium in Kinshasa und war deren Rektor. Dort widmete er sich vor allen den methodologischen Fragen einer afrikanischen Theologie. Von 1971 bis 1981 war er Rektor der Nationaluniversität von Zaire.

### Bischof
Am 1. September 1970 ernannte Papst Johannes Paul II. Tharcisse Tshibangu Tshishiku zum Weihbischof in Kinshasa und zum Titularbischof von Scampa. Der Erzbischof von Kinshasa, Joseph-Albert Kardinal Malula, spendete ihm am 6. Dezember desselben Jahres die Bischofsweihe; Mitkonsekratoren waren Eugène Kabanga Songasonga, Erzbischof von Lubumbashi, und Martin-Léonard Bakole wa Ilunga, Erzbischof von Luluabourg.
Johannes Paul II. ernannte ihn am 26. November 1991 zum Bischof von Mbujimayi. Am 1. August 2009 nahm Papst Benedikt XVI. seinen altersbedingten Rücktritt an.

## Schriften
- Le Concile Vatican II et l’Eglise africaine. Mise en œuvre du Concile dans l’Eglise d’Afrique (1969–2010). Éditions de l’Epiphanie, Kinshasa / Éditions Karthala, Paris 2012, ISBN 978-2-8111-0784-0.